# Andreas von Guttenstein
Andreas von Guttenstein (tschechisch: Ondřej z Gutenštejna) († 30. Juli 1224 in Castellammare di Stabia, Italien) war böhmischer Geistlicher und Prager Bischof.
Andreas war zunächst Propst von Boleslav, von 1201 Domherr und ab 1207 Propst von Prag. In dieser Funktion war er Dauergast am königlichen Hof. 1211 ernannte ihn der König schließlich zum Kanzler. Auch seine Wahl zum Prager Bischof verdankte er dem damaligen Herrscher Ottokar I. Přemysl, der sich durch seinen Vorschlag die Treue des Geistlichen zu erkaufen hoffte.
Als dieser „gestrenge und seiner Natur nach unnachgiebige Bischof“ sein Amt übernahm, begann er mit der Durchsetzung der kirchlichen Macht. Insgesamt fünf Jahre dauerten die Auseinandersetzungen zwischen dem König und der Kirche, die schließlich die Beziehungen zwischen beiden Lagern dauerhaft beeinflussten. Grund war vor allem die zur damaligen Zeit fortschreitende Reformation der Kirche im Westen Europas, die auf die eingebürgerten Verhältnisse in Böhmen traf, in denen sich die Erbauer und Förderer der Kirche immer noch auch als deren Besitzer sahen.
Andreas empfing seine Bischofsweihe am 22. November 1215 während des vierten Laterankonzils. Die Weihe nahm Papst Innozenz III. vor. In der Folge seiner kirchlichen Herrschaft bemühte sich Andreas vor allem um die Ernennung des Prager Bistums zum Erzbistum, um damit auch die Abhängigkeit und Zugehörigkeit zu Rom deutlich zu demonstrieren. Er begann damit, kompromisslos die Erfüllung kirchlicher Pflichten einzufordern, womit er erneut den böhmischen Herrscher und die Adeligen verärgerte.
1216 wurde er gezwungen Böhmen zu verlassen. Er ging nach Rom und rief 1217 mit Zustimmung des Papstes über Böhmen das Interdikt aus. Er forderte weiter das Recht, Geistliche durch die Kirche zu richten und mit diesen kirchliche Positionen zu besetzen und sie wieder abzusetzen. Schließlich kam es zwischen dem Papst und dem böhmischen König zu einer Einigung. Unter Anwesenheit des Prager Legaten wurde diese schließlich verkündet. Durch das Privilegium des Königs wurde das Konkordat am 10. Mai 1222 auf ganz Böhmen erweitert. Andreas war mit dem Kompromiss nicht einverstanden und blieb in Italien. In Böhmen gehasst und wegen seiner Kompromisslosigkeit für die päpstliche Kurie lästig, starb er einsam.